# Van de Stadt
Van de Stadt is een Nederlands geslacht, behorende tot het patriciaat.
Het is aannemelijk dat de geslachtsnaam Van de Stadt afkomstig is van hun vermoedelijke plaats van herkomst Nauerna bij Westzaan. Nauwerna werd vroeger veelal aangeduid met "de Stadt". Van een stuk land, dat 30 januari 1657 te Westzaan geveild werd, staat: "een stuk land genaamd Jonge Pieters Venn, leggende bij de Stadt".

## Bekende telgen
- Engel Huibertsz. van de Stadt, (1746-1819), Burgemeester van Zaandam (1779, 1783-1784, 1815-1819).[1]
- Cornelis van de Stadt (1861-1941), Burgemeester van Wanneperveen (1898-1913) en Goor (1913-1926).
- E.G. van de Stadt (1910-1999), ontwerper van zeilschepen.
- Pieter H. van de Stadt,(1968). Burgemeester van Lansingerland.
- Peter Adriaan van de Stadt, maker van het Japans-Nederlands woordenboek.
- Tim van de Stadt, Nederlandse hardstyleartiest[bron?]
- Michiel van de Stadt, professioneel hockeyer bij de hockeytak van FC Barcelona

## Trivia
- Monet schilderde een portret van Guurtje van de Stadt.